# GroenPlus
GroenPlus is de ouderenwerking van de Vlaamse progressieve en groene politieke partij Groen. Ze werd op 10 oktober 2003 in Berchem door enkele Antwerpse senioren opgericht. Voormalig volksvertegenwoordiger Hugo Van Dienderen werd de eerste voorzitter. Voormalig partijvoorzitter Mieke Vogels volgde hem in 2018 op.

## Voorzitters
| Periode      | Voorzitter         |
| ------------ | ------------------ |
| 2003 - 2018  | Hugo Van Dienderen |
| 2018 - heden | Mieke Vogels       |